# Episodi di Heartland (tredicesima stagione)
La tredicesima stagione di Heartland è andata in onda sul canale canadese CBC dal 22 settembre al 24 novembre 2019. 
In Italia è stata trasmessa in prima visione assoluta su Rai 2 dal 12 al 25 novembre 2021.
| nº | Titolo originale         | Titolo italiano           | Prima TV Canada   | Prima TV Italia  |
| -- | ------------------------ | ------------------------- | ----------------- | ---------------- |
| 1  | Snakes and Ladders       | Clienti indesiderati      | 22 settembre 2019 | 12 novembre 2021 |
| 2  | Wild One                 | Spirito libero            | 29 settembre 2019 | 15 novembre 2021 |
| 3  | Rearview Mirror          | La colpa di Jack          | 6 ottobre 2019    | 16 novembre 2021 |
| 4  | The Eye of the Storm     | Nell'occhio del ciclone   | 13 ottobre 2019   | 17 novembre 2021 |
| 5  | Fairytale                | Come nelle fiabe          | 20 ottobre 2019   | 18 novembre 2021 |
| 6  | A Time to Remember       | Una giornata da ricordare | 27 ottobre 2019   | 19 novembre 2021 |
| 7  | The Art of Trust         | L'arte della fiducia      | 3 novembre 2019   | 22 novembre 2021 |
| 8  | Legacy                   | Eredità                   | 10 novembre 2019  | 23 novembre 2021 |
| 9  | Fight or Flight          | Lotta o fuggi             | 17 novembre 2019  | 24 novembre 2021 |
| 10 | The Passing of the Torch | Una nuova era             | 24 novembre 2019  | 25 novembre 2021 |